# Regionální sdružení obcí a měst Euregio Egrensis
Regionální sdružení obcí a měst Euregio Egrensis je zájmové sdružení právnických osob v okresu Cheb, okresu Karlovy Vary, okresu Sokolov a okresu Tachov, jeho sídlem jsou Karlovy Vary a jeho cílem je všestranně působit k prohloubení a rozvíjení přátelských vztahů mezi ČR a SRN - obcemi, městy, institucemi i jednotlivci. Doporučuje náměty ke spolupráci partnerských stran v příhraničním regionu trojmezí Čech, Bavorska a Saska. Sdružuje celkem 58 obcí (stav k 1. lednu 2018) a byl založen v roce 1993.

## Obce sdružené v mikroregionu
- Abertamy
- Aš
- Bečov nad Teplou
- Bezdružice
- Bochov
- Bor
- Boží Dar
- Ctiboř
- Habartov
- Halže
- Horní Blatná
- Horní Slavkov
- Hory (okres Karlovy Vary)
- Hranice
- Hroznětín
- Cheb
- Chlum Svaté Maří
- Chodov
- Chyše
- Karlovy Vary
- Kladruby
- Konstantinovy Lázně
- Kostelec
- Kraslice
- Krásná
- Krásno
- Křižovatka
- Lázně Kynžvart
- Lestkov
- Libá
- Loket
- Lom u Tachova
- Luby
- Mariánské Lázně
- Milíře
- Nová Role
- Nové Hamry
- Nové Sedlo
- Nový Kostel
- Olbramov
- Ostrov
- Plesná
- Podhradí
- Přebuz
- Pšov
- Skalná
- Sokolov
- Staré Sedlo
- Stříbro
- Studánka
- Štědrá
- Tachov
- Teplá
- Teplička
- Třemešné
- Valeč
- Vlkovice
- Žlutice